# Zboriv
Zboriv (ukrainska: Зборів uttal (fil); ryska: Зборов: Zborov; polska: Zborów; tyska: Sboriw), är en stad i Ternopil oblast i västra Ukraina. Zboriv är beläget i den historiska regionen Volhynien.
Under andra världskriget mördade tyska Einsatzgruppen judarna i Zboriv.

## Bilder
| - En pojke står framför sin mördade familj strax innan han själv mördas. |